# Andreea Dragoman
Andreea Dragoman (n. 18 august 2000, Mediaș, Sibiu, România) este o jucătoare de tenis de masă ce a reprezentat România. A participat la competiții asociate Jocurilor Olimpice în care a câștigat o medalie de bronz.

## Participări
Lista de mai jos prezintă principalele competiții la care a participat Andreea Dragoman de-a lungul carierei.
- Anexo:Tenis de mesa en los Juegos Olímpicos de la Juventud de Buenos Aires 2018[*][3]